# IV liga polska w piłce nożnej (grupa Biała Podlaska-Lublin-Radom-Siedlce 1998–2000)
Bialsko-lubelsko-radomsko-siedlecka grupa IV ligi – była jedną z 16 grup IV ligi piłki nożnej (w latach 1998−2000), które były rozgrywkami czwartego poziomu ligowego piłki nożnej mężczyzn w Polsce.
Grupa ta powstała w 1998 roku na skutek reorganizacji rozgrywek. Rozgrywki w tej grupie trwały dwa sezony i w 2000 roku zostały zastąpione przez IV ligę, grupę lubelską i IV ligę, grupę mazowiecką południową. Występowało w niej 18 drużyn z województw: bialskopodlaskiego, lubelskiego, radomskiego i siedleckiego. Za rozgrywki toczące się w tej grupie odpowiedzialny był  Lubelski Okręgowy Związek Piłki Nożnej z siedzibą w Lublinie.

## Mistrzowie ligi
| Sezon                        | Poziom | Mistrz            | Wicemistrz       | 3. miejsce      |
| awans do III ligi, grupy IV: |        |                   |                  |                 |
| 1998/99                      | IV     | MG MZKS Kozienice | Radomiak Radom   | Stal Kraśnik    |
| 1999/00                      | IV     | Radomiak Radom    | Lewart Lubartów1 | Mazowsze Grójec |

Objaśnienia:
1. W sezonie 1999/00 Radomiak Radom awansował do III ligi – grupy I, dzięki czemu Lewart Lubartów awansował do III ligi – grupy IV z 2. miejsca (jako najlepsza drużyna lubelska).

## Sezon 1999/2000

### Drużyny
W IV lidze występowało 18 drużyn.
- Drużyny występujące w IV lidze 1998/1999:
  - Radomiak Radom
  - Stal Kraśnik
  - Górnik II Łęczna
  - Czarni/Orlęta Dęblin
  - Lewart Lubartów
  - Video Ciepielów
  - LKP Lublin
  - Podlasie Sokołów Podlaski
  - Pogoń Siedlce
  - Garbarnia Kurów
  - Wilga Garwolin
- Drużyny, które spadły z III ligi (grupa IV) 1998/1999:
  - AZS/Podlasie Biała Podlaska
  - Szydłowianka Szydłowiec
  - Orlęta Łuków
- Drużyny, które awansowały z klasy okręgowej 1998/1999:
- z klasy okręgowej grupy bialskopodlaskiej:
  - GLKS Rokitno
- z klasy okręgowej grupy lubelskiej:
  - Wisła Puławy
- z klasy okręgowej grupy radomskiej:
  - Mazowsze Grójec
- z klasy okręgowej grupy siedleckiej:
  - Mazovia Mińsk Mazowiecki

### Tabela
| Poz. | Klub                        | M  | Pkt. | Mecze | Mecze | Mecze | Bramki | Bramki |
| Poz. | Klub                        | M  | Pkt. | zwy.  | rem.  | por.  | zdob.  | stra.  |
| ---- | --------------------------- | -- | ---- | ----- | ----- | ----- | ------ | ------ |
| 1    | Radomiak Radom              | 34 | 78   | 24    | 6     | 4     | 92     | 25     |
| 2    | Lewart Lubartów             | 34 | 67   | 20    | 7     | 7     | 71     | 31     |
| 3    | Mazowsze Grójec             | 34 | 66   | 21    | 3     | 10    | 71     | 37     |
| 4    | AZS/Podlasie Biała Podlaska | 34 | 60   | 17    | 9     | 8     | 56     | 36     |
| 5    | Górnik II Łęczna            | 34 | 57   | 17    | 6     | 11    | 65     | 36     |
| 6    | Pogoń Siedlce               | 34 | 57   | 16    | 9     | 9     | 71     | 43     |
| 7    | Stal Kraśnik                | 34 | 56   | 16    | 8     | 10    | 60     | 39     |
| 8    | Szydłowianka Szydłowiec     | 34 | 53   | 15    | 8     | 11    | 56     | 39     |
| 9    | Orlęta Łuków                | 34 | 50   | 14    | 8     | 12    | 59     | 47     |
| 10   | Wisła Puławy                | 34 | 49   | 14    | 7     | 13    | 59     | 45     |
| 11   | Podlasie Sokołów Podlaski   | 34 | 47   | 15    | 2     | 17    | 52     | 63     |
| 12   | LKP Lublin                  | 34 | 46   | 14    | 4     | 16    | 62     | 62     |
| 13   | Czarni/Orlęta Dęblin        | 34 | 39   | 10    | 9     | 15    | 39     | 57     |
| 14   | Wilga Garwolin              | 34 | 39   | 11    | 6     | 17    | 49     | 63     |
| 15   | Garbarnia Kurów             | 34 | 39   | 11    | 6     | 17    | 43     | 71     |
| 16   | Video Ciepielów             | 34 | 35   | 10    | 5     | 19    | 37     | 56     |
| 17   | Mazovia Mińsk Mazowiecki    | 34 | 15   | 4     | 3     | 27    | 22     | 117    |
| 18   | GLKS Rokitno                | 34 | 10   | 2     | 4     | 28    | 32     | 129    |

| Legenda:                       |
| awans do III ligi              |
| baraże o utrzymanie w IV lidze |
| spadek do klasy A              |

- źródło:  oraz prasa regionalna.

- Radomiak Radom awansował do III ligi, grupy I.
- Lewart Lubartów awansował do III ligi, grupy IV (jako najlepsza drużyna lubelska).
- Mazovia Mińsk Mazowiecki wygrała swoje mecze barażowe i utrzymała się w IV lidze.
- GLKS Rokitno po spadku z IV ligi zrezygnował z gry w klasie okręgowej i w sezonie 2000/01 będzie grał w bialskiej klasie A.
- Po zakończeniu sezonu AZS/Podlasie Biała Podlaska, Górnik II Łęczna, Stal Kraśnik, Orlęta Łuków, Wisła Puławy, LKP Lublin, Czarni/Orlęta Dęblin i Garbarnia Kurów zostały przeniesione do IV ligi lubelskiej, a Mazowsze Grójec, Pogoń Siedlce, Szydłowianka Szydłowiec, Podlasie Sokołów Podlaski, Wilga Garwolin, Video Ciepielów i Mazovia Mińsk Mazowiecki zostały przeniesione do IV ligi mazowieckiej południowej.

## Sezon 1998/1999

### Drużyny
W IV lidze występowało 18 drużyn.
- Spadkowicze z III ligi (grupa VII) 1997/1998:
  - MG MZKS Kozienice
  - Czarni/Orlęta Dęblin (dwaj spadkowicze z III ligi Czarni Dęblin i Orlęta Dęblin połączyły się przed startem rozgrywek)
  - LKP Lublin
  - Wilga Garwolin
- Utrzymały się z Klasy międzyokręgowej grupy Biała Podlaska-Siedlce:
  - Podlasie Sokołów Podlaski
  - Pogoń Siedlce
  - Kosovia Kosów Lacki
  - Unia Krzywda
  - Huragan Międzyrzec Podlaski
  - Promnik Łaskarzew
- Utrzymały się z Klasy międzyokręgowej grupy Lublin-Radom:
  - Górnik II Łęczna
  - Radomiak Radom
  - Stal Kraśnik
  - Garbarnia Kurów (pozostała w lidze dzięki połączeniu się Czarnych Dęblin z Orlętami Dęblin)
- Drużyny, które awansowały z klasy okręgowej 1997/1998:
- z klasy okręgowej grupy bialskopodlaskiej:
  - LKS Terespol (przed startem rozgrywek z gry w IV lidze w sezonie 1998/1999 zrezygnował mistrz bialskiej klasy okręgowej GLKS Rokitno oraz wicemistrz Polonez Biała Podlaska, dzięki czemu do IV ligi awansował 3. w tabeli LKS Terespol)
- z klasy okręgowej grupy lubelskiej:
  - Lewart Lubartów
- z klasy okręgowej grupy radomskiej:
  - Video Ciepielów
- z klasy okręgowej grupy siedleckiej:
  - LZS Sobolew

### Tabela
| Poz. | Klub                        | M  | Pkt. | Mecze | Mecze | Mecze | Bramki | Bramki |
| Poz. | Klub                        | M  | Pkt. | zwy.  | rem.  | por.  | zdob.  | stra.  |
| ---- | --------------------------- | -- | ---- | ----- | ----- | ----- | ------ | ------ |
| 1    | MG MZKS Kozienice           | 34 | 86   | 27    | 5     | 2     | 86     | 11     |
| 2    | Radomiak Radom              | 34 | 84   | 26    | 6     | 2     | 93     | 20     |
| 3    | Stal Kraśnik                | 34 | 69   | 22    | 3     | 9     | 103    | 47     |
| 4    | Górnik II Łęczna            | 34 | 64   | 20    | 4     | 10    | 85     | 36     |
| 5    | Czarni/Orlęta Dęblin        | 34 | 63   | 19    | 6     | 9     | 59     | 29     |
| 6    | Lewart Lubartów             | 34 | 60   | 17    | 9     | 8     | 68     | 40     |
| 7    | Video Ciepielów             | 34 | 60   | 18    | 6     | 10    | 53     | 37     |
| 8    | LKP Lublin                  | 34 | 53   | 16    | 5     | 13    | 66     | 50     |
| 9    | Podlasie Sokołów Podlaski   | 34 | 52   | 15    | 7     | 12    | 57     | 45     |
| 10   | Pogoń Siedlce               | 34 | 51   | 15    | 6     | 13    | 49     | 43     |
| 11   | Garbarnia Kurów             | 34 | 39   | 11    | 6     | 17    | 59     | 55     |
| 12   | Wilga Garwolin              | 34 | 36   | 9     | 9     | 16    | 43     | 64     |
| 13   | Promnik Łaskarzew           | 34 | 32   | 9     | 5     | 20    | 33     | 77     |
| 14   | Unia Krzywda                | 34 | 28   | 8     | 4     | 22    | 37     | 68     |
| 15   | Kosovia Kosów Lacki         | 34 | 26   | 7     | 5     | 22    | 31     | 98     |
| 16   | LZS Sobolew                 | 34 | 23   | 7     | 2     | 25    | 33     | 85     |
| 17   | LKS Terespol                | 34 | 22   | 5     | 7     | 22    | 34     | 90     |
| 18   | Huragan Międzyrzec Podlaski | 34 | 21   | 6     | 3     | 25    | 21     | 115    |

| Legenda:                  |
| awans do III ligi         |
| spadek do klasy okręgowej |

- źródło:  oraz prasa regionalna.

- MG MZKS Kozienice awansował do III ligi, grupy IV.
- Promnik Łaskarzew, Unia Krzywda, Kosovia Kosów Lacki, LZS Sobolew, LKS Terespol i Huragan Międzyrzec Podlaski spadły do klasy okręgowej.